# Cóctel (comida)
El coctel o cóctel de camarones  o de gambas es un plato frío servido como aperitivo o entrante, preparado con gambas o camarones hervidos y pelados, usualmente con especias, jugo de limón, alguna salsa y una variedad de verduras, como lechuga, aguacate o tomate. 
Su nombre se debe a que se sirve en copa, aunque no tiene mayor relación con los cócteles para beber. Si bien, el cóctel más común es el de crustáceos, también existen cócteles de ostiones, pulpo, almejas, otros mariscos y hasta pescado.
Se cree que su origen podría estar en los restaurantes estadounidenses de principios de siglo XX. Se popularizó durante la época del jazz y la Ley seca, cuando se consideraba un plato «de lujo». En la actualidad, se ha popularizado por toda América, Europa y otros lugares, y se considera desde un clásico hasta un cliché pasado de moda.

## Descripción
Normalmente el cóctel de camarones o gambas se presenta en copa de vidrio con una sencilla ensalada, a base de lechuga y salsa cóctel, una mezcla de mayonesa, kétchup y mostaza, y otros ingredientes que varían en función del lugar y el gusto del cocinero.
El cóctel de gambas es un plato ligero y refrescante que se sirve como entremés, sobre todo en verano. Se recomienda usar ingredientes frescos y salsas caseras, evitando productos enlatados o salsas de bote, ya que según muchos chefs esto es lo que marca la diferencia.

## Historia

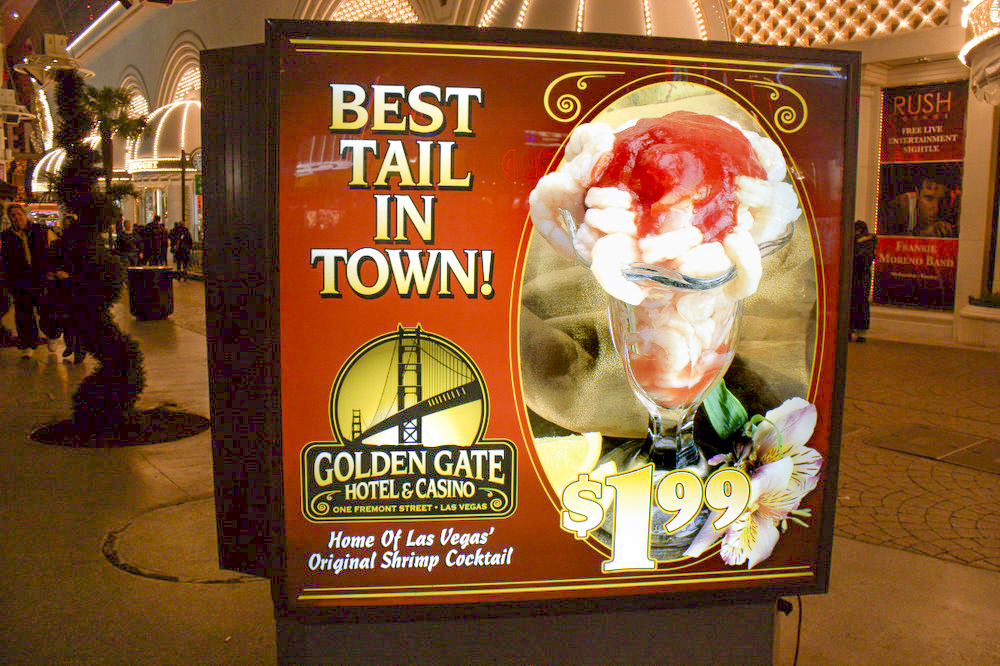
El famoso Shrimp Cocktail del Golden Gate Hotel Casino, servido desde 1959.

### Aparición en los Estados Unidos
Ya a finales del siglo XIX, las almejas, ostras y camarones en salsa cóctel se pueden encontrar como aperitivo o entrante en varios menús de restaurante de los Estados Unidos, desde el más humilde luncheonette hasta en los grand hotels. En 1889, un artículo de prensa de San Francisco menciona el oyster cocktail ('cóctel de ostras'), el cual se sirve en una copa de beber junto con una salsa a base de kétchup. Los cócteles de ostras, precursores de los cócteles de camarón, eran consumidos con tenedor de ostras, y se acompañaban de una salsa de tomate con jugo de limón y chalota y raíz de rábano picadas, y a veces también chiles o salsa Tabasco para un toque picante adicional. 
El cóctel de camarones o gambas se considera un plato representativo de la época del jazz (1920-1930), y en aquella época era visto como una comida de lujo, elegante y moderna. Muchas fuentes relacionan este plato con la Ley seca (1920-1933), cuando se prohibieron todas las bebidas alcohólicas, los hosteleros tuvieron que buscarle un nuevo uso a su cristalería, además de que el nombre de este plato resultaba muy tentador durante la Prohibición. Sin embargo su creación es anterior, ya que en 1912 se puede encontrar una referencia al shrimp cocktail en un anuncio de un periódico en San José, California, otro de 1914 en Chicago, Illinois, y otro de 1918 en Dallas, Texas.
La razón de su nombre podría estar en que el plato surgiría en una época (finales del siglo XIX y principios del XX) en que a los estadounidenses les gustaba usar la palabra cocktail en todo tipo de situaciones: «las mujeres comenzaron a vestir cocktail dresses [vestido de cóctel] para acudir a cocktail parties ['fiesta cóctel'], donde escucharían cocktail pianists [pianistas cóctel] y dejarían sus cocktail glasses [copas de cóctel] sobre cocktail tables [mesa de cóctel]».
Su popularización a nivel nacional se daría desde los casinos y bares de Las Vegas, en los años 1950. Paralelamente, el cóctel de ostras sufriría su declive en esta época, cuando el precio de la ostra se disparó debido a la contaminación en los criaderos de ostras.

### Popularización en Europa
En el Reino Unido, la invención del cóctel de gambas a menudo se atribuye a la chef británica de TV Fanny Cradock en los años 1960. En su programa, Cradock usa el camarón nórdico con salsa de kétchup-mayonesa, colocando los crustáceos en el borde de una copa y la salsa dentro. No obstante, es más probable que Cradock crease su versión a partir de un plato ya establecido en EE. UU., que no era muy conocido hasta entonces en Gran Bretaña. 
En cualquier caso, el cóctel de gambas devino muy popular en por toda Europa entre los años 1960, 1970 y 1980. En España, donde el plato se popularizó más tarde, fue un aperitivo que se sirvió en fiestas, bodas y banquetes navideños. Aparece en el renombrado libro sobre cocina española 1080 recetas de cocina de Simone Ortega, en donde se le añade huevo duro rallado.
Una diferencia entre la versión europea con la americana fue el uso de salsa Marie Rose, conocida en España como salsa rosa.

### Popularización en América Latina

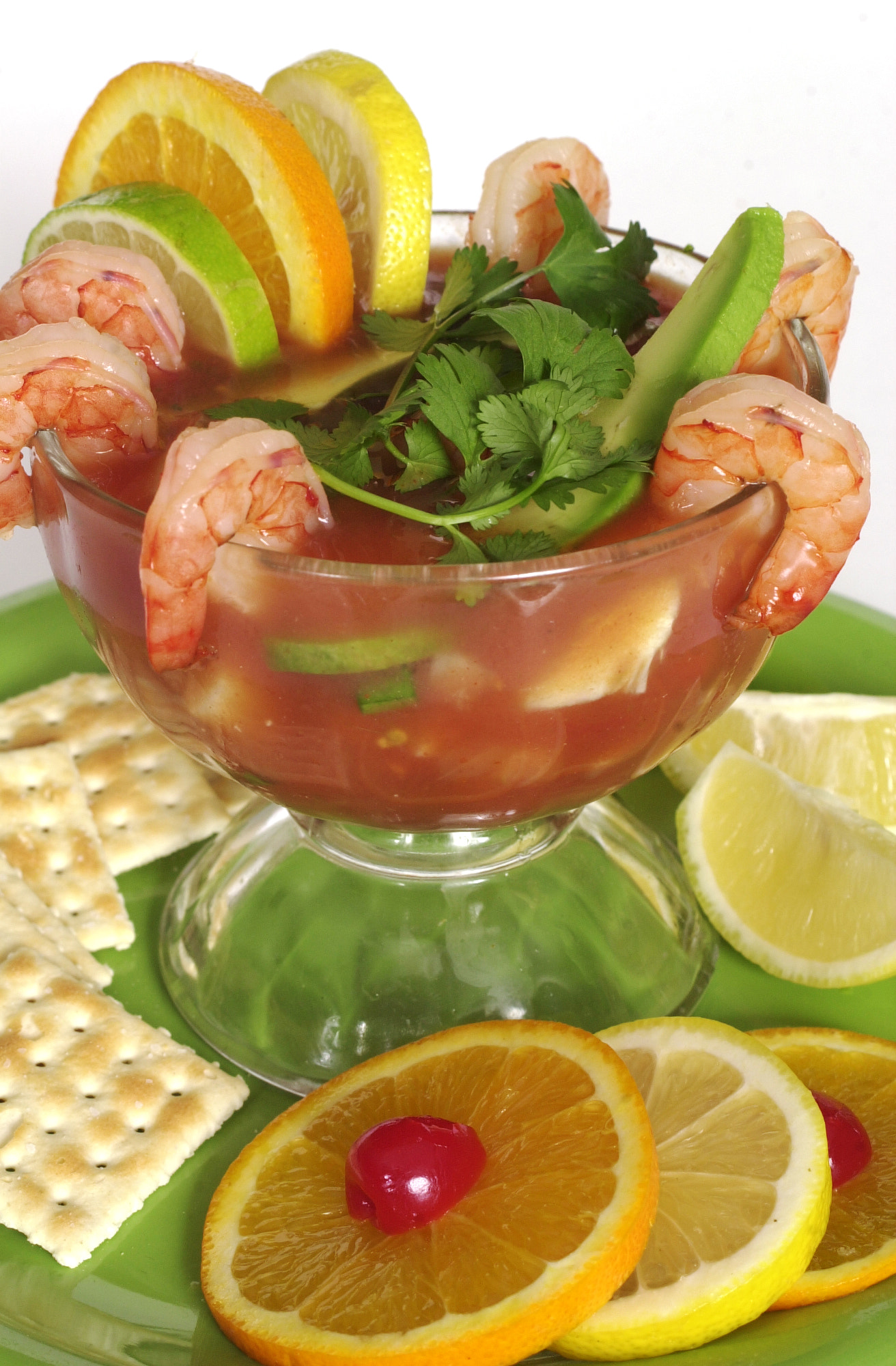
Cóctel de camarón al estilo latinoamericano: con jugo de naranja y limón combinados, y servido con galletitas saladas

Entre esos mismos años (1960-1980) comienzan a publicarse en América Latina los primeros recetarios en los que podemos encontrar el cóctel de camarón. Es especialmente común en las gastronomías colombiana, mexicana y peruana. 
El cóctel de camarones fue uno de los platos insignia de la cocina del Perú de los años 1980, y todos los restaurantes de Lima de aquella época lo incluían en su menú. La salsa estadounidense era sustituida por salsa golf, que es básicamente mayonesa y kétchup, a veces con gotas de brandy, pisco, jugo de naranja o salsa inglesa. 
En México es común añadirle refresco y jugo de naranja. En la literatura culinaria de este país, uno de los precursores fue el cóctel de abulón, un tipo de ostra gigante, cuya receta quedó registrada en 1958 en el libro de Elena Zelayeta, Elena's Secrets of Mexican Cooking. Los abulones presentes en las costas mexicanas son el abulón amarillo (Haliotis corrugata), el azul (H. fulgens), el colorado o rojo (H. rufescens), el chino (H. sorenseni) y el negro (H. cracherodii), aunque todos están al borde de la extinción.
Además de la típica copa, una forma alternativa de servirse en México es sobre una tostada, es decir, una tortilla de maíz frita u horneada para quedar crujiente.

### Desaparición (1990-actualidad)
Otrora fue considerado un plato de lujo, pero después de repetirse en todos los menús de todos los restaurantes y fiestas hasta el hartazgo, el cóctel de camarón o gambas pasó de moda repentinamente. Hoy en día, es visto como un plato «anticuado», una «horterada gastronómica» y «pasado de moda» por sus detractores, aunque un «clásico de la cocina», así como un plato retro o vintage por sus amantes.
Sin embargo, su desaparición total es poco probable ya que este clásico está constantemente siendo reinventado por numerosos chefs como Jamie Oliver o Gordon Ramsay. En 1991, el Golden Gate Casino de Las Vegas, que lleva sirviendo cócteles de camarón desde 1950, anunció la venta del cóctel de camarón n.º 25 millones.

## Variantes

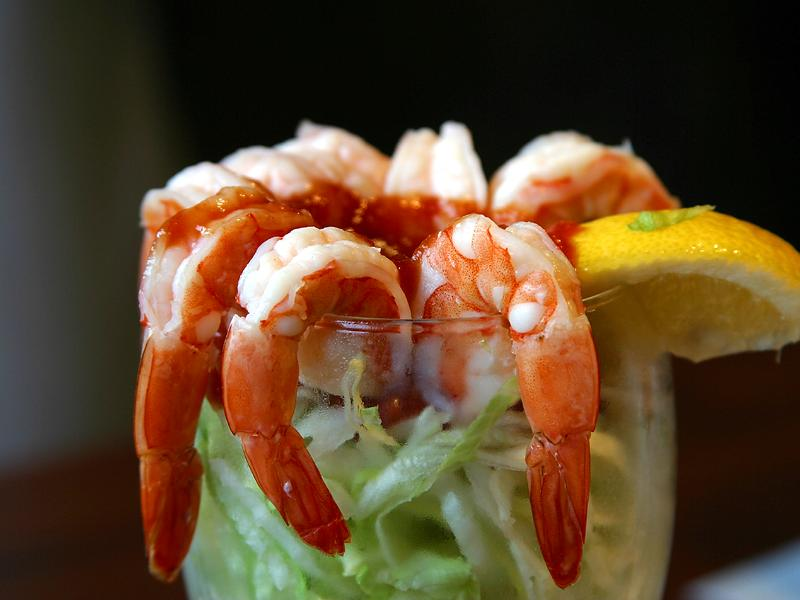
Detalle del borde adornado con camarones

La receta de cóctel de camarones o gambas ha sido versionada con multitud de nuevos ingredientes: aguacate, chipotle, wasabi, granada, nueces, sriracha...
- En México, el cóctel de camarones se ha adoptado completamente al recetario nacional, y se puede encontrar en las zonas costeras y en marisquerías de todo el país.[16] La variante mexicana de la salsa incluye cátsup (o puré de tomate) y jugo de naranja o limón, frecuentemente también refresco de naranja y chipotle. La salsa es mezclada con chile serrano, cebolla y cilantro picados finamente, y aguacate. Se decora con rebanadas de aguacate y se come con galletas saladas.
- En Perú el cóctel de camarones se prepara con colas de camarones del río Majes y palta local, y se decora con rodajas de huevo duro y salsa Tabasco o ají limo picado.[17][18]
- En varios países de Europa, así como en Australia, el cóctel de gambas suele elaborarse con mayonesa, mientras que en Reino Unido se suele usar salsa Marie Rose y en Islandia crema agria.[19]
- En los Países Bajos y Bélgica se considera un entrante clásico, y se usa el camarón holandés.